# 1999-es Formula–1 brazil nagydíj
A brazil nagydíj volt az 1999-es Formula–1 világbajnokság második futama.

## Időmérő edzés
Häkkinen és Coulthard Brazíliában is az első sorból indult. Rubens Barrichello a harmadik helyről indult a Stewart-Forddal hazai versenyén. Coulthard technikai hiba miatt a boxba hajtott, később pedig kiesett. Häkkinen roved ideig a harmadik sebességi fokozatban ragadt, így Barrichello és Schumacher is megelőzte, de a finn boxkiállások során visszaállt az élre és győzött. Schumacher második lett, míg Frentzené lett a harmadik hely, miután Barrichello motorja tönkrement.
|     | Rsz. | versenyző             | Csapat             | Köridő   | Különbség       |
| --- | ---- | --------------------- | ------------------ | -------- | --------------- |
| 1   | 1    | Mika Häkkinen         | McLaren-Mercedes   | 1:16.568 |                 |
| 2   | 2    | David Coulthard       | McLaren-Mercedes   | 1:16.715 | +0.147          |
| 3   | 16   | Rubens Barrichello    | Stewart-Ford       | 1:17.305 | +0.737          |
| 4   | 3    | Michael Schumacher    | Ferrari            | 1:17.578 | +1.010          |
| 5   | 9    | Giancarlo Fisichella  | Benetton-Playlife  | 1:17.810 | +1.242          |
| 6   | 4    | Eddie Irvine          | Ferrari            | 1:17.843 | +1.275          |
| 7   | 7    | Damon Hill            | Jordan-Mugen-Honda | 1:17.884 | +1.316          |
| 8   | 8    | Heinz-Harald Frentzen | Jordan-Mugen-Honda | 1:17.902 | +1.334          |
| 9   | 10   | Alexander Wurz        | Benetton-Playlife  | 1:18.334 | +1.766          |
| 10  | 17   | Johnny Herbert        | Stewart-Ford       | 1:18.374 | +1.806          |
| 11  | 6    | Ralf Schumacher       | Williams-Supertec  | 1:18.506 | +1.938          |
| 12  | 18   | Olivier Panis         | Prost-Peugeot      | 1:18.636 | +2.068          |
| 13  | 19   | Jarno Trulli          | Prost-Peugeot      | 1:18.684 | +2.116          |
| 14  | 11   | Jean Alesi            | Sauber-Petronas    | 1:18.716 | +2.148          |
| 15  | 12   | Pedro Diniz           | Sauber-Petronas    | 1:19.194 | +2.626          |
| 16  | 5    | Alessandro Zanardi    | Williams-Supertec  | 1:19.452 | +2.884          |
| 17  | 20   | Stéphane Sarrazin     | Minardi-Ford       | 1:20.016 | +3.448          |
| 18  | 14   | Pedro de la Rosa      | Arrows             | 1:20.075 | +3.507          |
| 19  | 15   | Takagi Toranoszuke    | Arrows             | 1:20.096 | +3.528          |
| 20  | 21   | Marc Gené             | Minardi-Ford       | 1:20.710 | +4.142          |
| 21  | 22   | Jacques Villeneuve    | BAR-Supertec       |          | Büntetés*       |
| DNS | 21   | Ricardo Zonta         | BAR-Supertec       |          | Mért kör nélkül |

- - Jacques Villeneuve szabálytalan üzemanyag használat miatt a rajtsorrend végére került.

## Futam
|         | Rsz. | Versenyző             | Csapat             | Körök | Idő/Kiesések     | Rajthely | Pontok |
| ------- | ---- | --------------------- | ------------------ | ----- | ---------------- | -------- | ------ |
| 1       | 1    | Mika Häkkinen         | McLaren-Mercedes   | 72    | 1:36:03,785      | 1        | 10     |
| 2       | 3    | Michael Schumacher    | Ferrari            | 72    | +4,925           | 4        | 6      |
| 3       | 8    | Heinz-Harald Frentzen | Jordan-Mugen-Honda | 71    | +1 kör           | 8        | 4      |
| 4       | 6    | Ralf Schumacher       | Williams-Supertec  | 71    | +1 kör           | 11       | 3      |
| 5       | 4    | Eddie Irvine          | Ferrari            | 71    | +1 kör           | 6        | 2      |
| 6       | 18   | Olivier Panis         | Prost-Peugeot      | 71    | +1 kör           | 12       | 1      |
| 7       | 10   | Alexander Wurz        | Benetton-Playlife  | 70    | +2 kör           | 9        |        |
| 8       | 15   | Takagi Toranoszuke    | Arrows             | 69    | +3 kör           | 19       |        |
| 9       | 21   | Marc Gené             | Minardi-Ford       | 69    | +3 kör           | 20       |        |
| Kiesett | 14   | Pedro de la Rosa      | Arrows             | 52    | Hidraulika       | 17       |        |
| Kiesett | 22   | Jacques Villeneuve    | BAR-Supertec       | 49    | Hidraulika       | 21       |        |
| Kiesett | 5    | Alessandro Zanardi    | Williams-Supertec  | 43    | Váltó            | 16       |        |
| Kiesett | 16   | Rubens Barrichello    | Stewart-Ford       | 42    | Motor            | 3        |        |
| Kiesett | 12   | Pedro Diniz           | Sauber-Petronas    | 42    | Baleset          | 15       |        |
| Kiesett | 9    | Giancarlo Fisichella  | Benetton-Playlife  | 38    | Kuplung          | 5        |        |
| Kiesett | 20   | Stéphane Sarrazin     | Minardi-Ford       | 31    | Kicsúszás        | 18       |        |
| Kiesett | 11   | Jean Alesi            | Sauber-Petronas    | 27    | Váltó            | 14       |        |
| Kiesett | 2    | David Coulthard       | McLaren-Mercedes   | 22    | Váltó            | 2        |        |
| Kiesett | 19   | Jarno Trulli          | Prost-Peugeot      | 21    | Váltó            | 13       |        |
| Kiesett | 17   | Johnny Herbert        | Stewart-Ford       | 15    | Hidraulika       | 10       |        |
| Kiesett | 7    | Damon Hill            | Jordan-Mugen-Honda | 10    | Baleset          | 7        |        |
| Kizárva | 23   | Ricardo Zonta         | BAR-Supertec       |       | Diszkvalifikálva |          |        |

## A világbajnokság élmezőnyének állása a verseny után
| H  | Versenyzők            | Pont | H  | Konstruktőrök      | Pont |
| -- | --------------------- | ---- | -- | ------------------ | ---- |
| 1. | Eddie Irvine          | 12   | 1. | Ferrari            | 18   |
| 2. | Heinz-Harald Frentzen | 10   | 2. | Jordan-Mugen-Honda | 10   |
| 3. | Mika Häkkinen         | 10   | 3. | McLaren-Mercedes   | 10   |
| 4. | Ralf Schumacher       | 7    | 4. | Williams-Supertec  | 7    |
| 5. | Michael Schumacher    | 6    | 5. | Benetton-Playlife  | 3    |

## Statisztikák
Vezető helyen:
- Mika Häkkinen: 38 (1-3 / 38-72)
- Rubens Barrichello: 23 (4-26)
- Michael Schumacher: 11 (27-37)

Mika Häkkinen 10. győzelme, 12. pole-pozíciója, 8. leggyorsabb köre, 5. mesterhármasa (gy, pp, lk)
- McLaren 117. győzelme.